# كأس إنترتوتو 1974
كأس إنترتوتو 1974 هو الموسم 14 من كأس إنترتوتو. فاز فيه نادي زيورخ.